# Muyeveld
Muyeveld or Muijeveld est un village de la province de Hollande-Septentrionale aux Pays-Bas. Elle fait partie de la commune de Wijdemeren.
La population du district (ville et campagne environnante) de Muyeveld est d'environ 80 habitants (2005).